# Легет (Северна Каролина)
Легет (енгл. Leggett) град је у америчкој савезној држави Северна Каролина.

## Демографија
По попису из 2010. године број становника је 60, што је 17 (-22,1%) становника мање него 2000. године.
| Група             | 2000.      | 2010.      |
| Белци             | 49 (63,6%) | 40 (66,7%) |
| Афроамериканци    | 25 (32,5%) | 17 (28,3%) |
| Азијати           | 0 (0,0%)   | 0 (0,0%)   |
| Хиспаноамериканци | 2 (2,6%)   | 0 (0,0%)   |
| Укупно            | 77         | 60         |